# 1617

## أحداث
- تأسيس مدينة أوسيكاوبونكي وتقع حاليا في فنلندا.
- تأسيس مدينة بنغيلا وتقع حاليا في أنغولا.
- 22 نوفمبر - تولي السلطان العثماني مصطفى الأول الحكم خلفاً للسلطان أحمد الأول

## مواليد
- لوزانغ غياتسو

## وفيات
- 21 مارس - بوكاهونتاس
- 22 نوفمبر - السلطان العثماني أحمد الأول (ولد 1590)